# اللجنة الاستشارية للأعلاف الحيوانية
اللجنة الاستشارية للأعلاف الحيوانية هي هيئة عامة غير إدارية تابعة لوكالة معايير الأغذية البريطانية تقدم المشورة للوكالة بشأن معايير أعلاف الحيوانات والأعلاف.

## معلومات أساسية عن ACAF
تم تشكيل اللجنة الاستشارية للأعلاف الحيوانية (ACAF) في يونيو 1999 لتقديم المشورة بشأن سلامة واستخدام الأعلاف الحيوانية وممارسات التغذية، مع التركيز بشكل خاص على حماية صحة الإنسان وبالإشارة إلى التطورات التقنية الجديدة والمواد والمنتجات الجديدة للأعلاف.

### عن ACAF
- تم تعيين عضو جديد وإعادة تعيين ثلاثة أعضاء حاليين في ACAF تم تعيين البروفيسور ستيفن فورسيث كعضو في اللجنة الاستشارية لأغذية الحيوانات. تمت إعادة تعيين الدكتورة Dozie Azubike والأستاذ نايجل هالفورد والسيد ريتشارد سكاليس أعضاء في اللجنة.
- يتكون ACAF حاليًا من رئيس و 13 عضوًا من خلفيات واسعة النطاق بما في ذلك شؤون المستهلكين والزراعة وصناعة الأعلاف والعلوم.

سجل مصالح الأعضاء
تتكون اللجنة الاستشارية للأعلاف الحيوانية من خبراء مستقلين. يتم تعيين الأعضاء لضمان تمثيل مجموعة واسعة من الخبرات والمعارف العلمية البارزة ذات الصلة في اللجنة من أجل أن يتم فحص القضايا بشكل شامل ويمكن النظر في الطلبات الفردية بناءً على مزاياها.

## المنشورات والنصائح:

### خطة عمل الوكالة:
وضعت وكالة المعايير الغذائية خطة عمل لمعالجة التوصيات المتعلقة بتحسين تطبيق قانون الأعلاف. جاء ذلك رداً على مراجعة اللجنة الاستشارية المعنية بأعلاف الحيوانات (ACAF) لتطبيق قانون الأعلاف في المملكة المتحدة.
*المذكرة الإرشادية لتكميل النحاس في الأبقار:                                                        
تهدف هذه النشرة إلى تلخيص بعض النصائح العملية حول استخدام النحاس في العلف للأبقار في المزارع في المملكة المتحدة.
  *تقرير ACAF للاستعراض الخمسي لعام 2009:
  بدأت مراجعة اللجنة الاستشارية المعنية بأعلاف الحيوانات (ACAF) وقادتها مستشارة مستقلة هيلين لوكاس أسوشيتس. كانت الأهداف الرئيسية لهذه المراجعة هي تقييم الحاجة إلى اللجنة الاستشارية المعنية بأعلاف الحيوانات (ACAF).

### موقفACAF  علىالوقود الحيوي
درست اللجنة تأثير إنتاج الوقود الحيوي على سلامة وتكوين وتوافر الأعلاف الحيوانية. على وجه الخصوص، استعرضت أنواع المنتجات المشتركة المستمدة من إنتاج الوقود الحيوي التي قد يكون لها استخدام في تغذية الحيوانات.
*مدونة الممارسات لمكافحة السالمونيلا في أعلاف الحيوانات:
نُشرت مدونة الممارسات المنقحة لمكافحة السالمونيلا في الأعلاف الحيوانية في 4 نوفمبر 2009 بالشراكة مع دفرة ووكالة المعايير الغذائية

## منظماتسلامة الغذاء:
تم تشكيل اللجنة الاستشارية للأعلاف الحيوانية (ACAF) في يونيو 1999 لتقديم المشورة بشأن سلامة واستخدام الأعلاف الحيوانية وممارسات التغذية، مع التركيز بشكل خاص على حماية صحة الإنسان وبالإشارة إلى التطورات التقنية الجديدة والمواد والأعلاف الجديدة. وقد اتخذ قرار إنشاء اللجنة في ضوء القلق بشأن سلامة الأعلاف الحيوانية، لا سيما بشأن الآثار المترتبة على اعتلال الدماغ الإسفنجي البقري (BSE) واستخدام مكونات الأعلاف المعدلة وراثيا (GM). تم الإعلان عن القرار في الكتاب الأبيض، «وكالة المعايير الغذائية: قوة من أجل التغيير»، الذي نشر في يناير 1998، ونفذ التوصية الرئيسية لتقرير فريق الخبراء المعني بأعلاف الحيوانات، الذي نشر في يوليو 1992. الغرض الأساسي للجنة هو تقديم المشورة بشأن سلامة واستخدام علف الحيوانات فيما يتعلق بصحة الإنسان. ومع ذلك، فإنه يغطي أيضًا جوانب صحة الحيوان ومجموعة واسعة من القضايا المعاصرة بما في ذلك تقديم المشورة بشأن خط التفاوض في المملكة المتحدة بشأن مقترحات المجتمع الأوروبي الجديدة (EC)، ومكونات علف الحيوانات بما في ذلك الكائنات المعدلة وراثيًا (GMOs) والتوسيم والمعلومات لمشتري مشتقات الحيوانات. ACAF هي لجنة على مستوى المملكة المتحدة وتتكون من خبراء مستقلين تم تعيينهم من قبل وزراء الزراعة في المملكة المتحدة ووكالة معايير الغذاء (FSA). يتم تعيين الأعضاء لخبراتهم وخبراتهم الفردية ولا يمثلون أي منظمة. تلتزم ACAF بسياسة الانفتاح وتنشر أجنداتها ومحاضرها وتقاريرها ومعظم أوراقها.

في 28 أكتوبر 2015:
عُقد الاجتماع المفتوح في بيت الطيران بلندن في 28 أكتوبر 2015. وأتاح الفرصة لأصحاب المصلحة لمراقبة اللجنة في العمل وطرح الأسئلة
في 19 يونيو 2015 :  
عُقد الاجتماع المفتوح في جامعة كوينز، بلفاست في 19 يونيو 2015. وأتاح الفرصة لأصحاب المصلحة لمراقبة اللجنة في العمل وطرح الأسئلة
في 2  فبراير 2015 :
عُقد الاجتماع المفتوح في بيت الطيران بلندن في 2 فبراير 2015. وأتاح الفرصة لأصحاب المصلحة لمراقبة اللجنة في العمل وطرح الأسئلة.
 في 17 فبراير 2016:
عُقد الاجتماع المفتوح في بيت الطيران بلندن في 17 فبراير 2016. وأتاح الفرصة لأصحاب المصلحة لمراقبة اللجنة في العمل وطرح الأسئلة.
في 23 فبراير 2017:
أتاح الاجتماع الثاني والسبعون للجنة الاستشارية المعنية بأعلاف الحيوانات (ACAF)، الذي عقد في دار الطيران بلندن في 23 فبراير 2017، لأصحاب المصلحة فرصة مراقبة اللجنة في العمل وطرح الأسئلة.
في17 أكتوبر 2017:
عُقدت الجلسة الرابعة والسبعون للجنة الاستشارية المعنية بأعلاف الحيوانات (ACAF) في 17 أكتوبر 2017. وعُقدت في جلسة مفتوحة وتمكن أصحاب المصلحة من مراقبة اللجنة في العمل وطرح الأسئلة. 
في 15 فبراير 2018:
أتاح الاجتماع الخامس والسبعون للجنة الاستشارية المعنية بأعلاف الحيوانات، الذي عُقد في فندق ويلينجتون غرانج، لندن، في 15 فبراير 2018، لأصحاب المصلحة فرصة مراقبة اللجنة في العمل وطرح الأسئلة.
في 27 يونيو 2018 :
زار أعضاء اللجنة وحدة الألبان بجامعة ليفربول. مكنت الزيارة الأعضاء من الاطلاع مباشرة على القضايا التي تنظر فيها اللجنة. قدم البروفيسور سميث (عضو ACAF) عرضًا موجزًا عن التاريخ والقضايا التي تواجهها المزرعة، بما في ذلك الأعلاف المستخدمة والبحث والعمل مع الصناعة. كان الأعضاء يقدرون فرصة زيارة المزرعة ووجدوا أن التجربة ممتعة وغنية بالمعلومات. أثار الأعضاء بعض النقاط خلال المناقشة حول عمل المزرعة، وأنظمة التغذية والتفاعلات مع الصناعة.
في 27 فبراير 2019 :
-مستقبل اللجان الاستشارية العلمية (SACs):
نتيجة لقرار المملكة المتحدة بمغادرة الاتحاد الأوروبي، كان FSA يراجع هيكل SACs الخاص به للتأكد من أن FSA سيتمكن من الوصول إلى مشورة الخبراء المستقلة لتلبية احتياجاته بعد مغادرة المملكة المتحدة للاتحاد الأوروبي. قدم مسؤول من هيئة الرقابة المالية لمحة عامة عن هذا العمل وطلب التعليقات من أعضاء ACAF. كان أعضاء ACAF إيجابيين بشكل عام بشأن المقترحات المبينة مع غالبية المتطوعين لمساعدة الجيش السوري الحر بأي طريقة يرغبون فيها.
-إضافات الأعلاف والمكملات الغذائية الزائدة:
ناقشت اللجنة في عدة مناسبات الطرق المثلى للتواصل مع صناعة الأعلاف والتشديد على أهمية الامتثال للحد الأقصى من المستويات المسموح بها للعناصر النزرة في المواد الغذائية. في اجتماع أكتوبر 2017، اتفق الأعضاء على عقد فريق عمل وتقديم تقرير عن نتائج عمله على أساس منتظم. قدم رئيس مجموعة العمل تقريراً عن اجتماع مجموعة العمل المنعقد في أكتوبر 2018. ونتيجة لهذا الاجتماع، أنتج الدكتور مارك بوند (أمانة ACAF) مسودة مراجعة الأدبيات التي أثنى عليها أعضاء المجموعة الفرعية بشدة وستناقش في الاجتماع. من المقرر عقد اجتماع المجموعة الفرعية التالي في أبريل / مايو 2019. وأكد رئيس المجموعة الفرعية أنه بالنسبة لاجتماع يونيو / حزيران 2019، سيتم إعداد تقرير موجز تنفيذي للتعليق عليه، كان الأعضاء ممتنين للتحديث.
- أغذية الحيوانات الأليفة الخام:
يعد قطاع أغذية الحيوانات الأليفة الخام صناعة سريعة النمو في الاتحاد الأوروبي والمملكة المتحدة. في اجتماع يونيو 2018، تمت دعوة الأعضاء للتعليق على دليل قدمه مسؤول من وكالة صحة الحيوان والنبات. ودُعي الأعضاء للتعليق على مراجعة أخرى للدليل أخذت في الاعتبار معظم التعليقات التي أثارها الأعضاء من قبل. وظل بعض الأعضاء يساورهم القلق بشأن شمولية وثيقة التوجيه، التي سيتم متابعتها. بعد اختتام الاجتماع، مُنح المندوبون الفرصة لطرح أسئلة اللجنة. وسيتم تأكيد موعد الاجتماع القادم للهيئة.
-في 27 يونيو 2019:
-أتاح الاجتماع التاسع والسبعون للجنة الاستشارية المعنية بأعلاف الحيوانات، الذي عُقد في فندق بارك بلازا، فيكتوريا، لندن في 27 يونيو 2019، لأصحاب المصلحة فرصة مراقبة اللجنة في العمل وطرح الأسئلة-
كجزء من العمل من أجل خروج الاتحاد الأوروبي، يقوم الجيش السوري الحر ببناء قدراته وهيكله من اللجان الاستشارية العلمية (SAC). وهذا يسمح بإدارة فعالة لعمل SAC ، وكذلك توفير فصل واضح لتقييم المخاطر وإدارة المخاطر. لذلك تم تقسيم الاجتماع إلى نصفين، وغطت الجلسة الصباحية قضايا تقييم المخاطر، بينما غطت الجلسة المسائية مواضيع إدارة المخاطر على النحو المذكور في اجتماع فبراير 2019.
الجلسة الصباحية:
مستقبل اللجان الاستشارية العلمية (SACs) - نتيجة لقرار المملكة المتحدة بمغادرة الاتحاد الأوروبي، قام FSA بمراجعة هيكل SACs الخاص به لضمان أن يتمكن FSA من الوصول إلى مشورة الخبراء المستقلة لتلبية احتياجاته بعد المملكة المتحدة تغادر الاتحاد الأوروبي. زوّد مسؤول من هيئة الرقابة المالية (FSA) اللجنة بمعلومات محدثة عن أنشطة هيئة الرقابة المالية التي يتم الاضطلاع بها استعدادًا لمغادرة المملكة المتحدة للاتحاد الأوروبي. وأُبلغت اللجنة بالهياكل الجديدة وأطلعت على تعيين 35 عضوا جديدا في أفرقة الخبراء واللجان المشتركة. وقد أسعد الرئيس أن أعضاء ACAF سيواصلون تقديم مشورة الخبراء المستقلة للجيش السوري الحر.
بالإضافة إلى ذلك، قدم أمين ACAF لأعضاء اللجنة تحديثًا حول الخيارات المستقبلية المحتملة لكيفية وصول FSA إلى نصائح إدارة المخاطر في المستقبل.
إضافات الأعلاف والمكملات الزائدة - نظرت اللجنة في كيفية تحسين الاتصال مع صناعة الأعلاف للتأكيد على أهمية الامتثال للحد الأقصى من المستويات المسموح بها للعناصر النزرة في المواد الغذائية. في اجتماع أكتوبر 2017، وافق الأعضاء على إنشاء مجموعة عمل لمعالجة الامتثال وتقديم توصيات بناءً على بحثها. أطلع رئيس مجموعة العمل الأعضاء على نتائج الاجتماع الرابع للفريق الفرعي المنعقد في يونيو 2019، والذي تضمن توصيات لمعالجة التكميل الزائد. 
جلسة بعد الظهر: 
إضافات الأعلاف والمكملات الزائدة - بعد التحديث المقدم في الصباح، ناقشت اللجنة التوصيات وركزت على خيارات إدارة المخاطر المحتملة للتقدم في التوصيات. 
أغذية الحيوانات الأليفة الخام - يعد قطاع أغذية الحيوانات الأليفة الخام صناعة سريعة النمو في الاتحاد الأوروبي والمملكة المتحدة. قدم مقيم Defra (Stephen Wyllie) مسودة وثيقة توجيهية منقحة حول أغذية الحيوانات الأليفة الخام والتي تمت مناقشتها في الاجتماعين السابقين للجنة. ودُعي الأعضاء إلى التعليق وإرشاد التوجيه للنشر. وقد لقيت الورقة استقبالا حسنا من قبل أعضاء ACAF وكانت اللجنة راضية عن التوجيهات المقدمة. وقدم الأعضاء بعض الاقتراحات الطفيفة للنظر فيها وتنقيحها المحتمل للوثيقة. سيتم دمج التغييرات الناتجة عن هذه التعليقات في نسخة منقحة من الوثيقة قبل نشرها.  

## اللجنة الاستشاريه للسلامة الميكروبيولوجية للأغذية ACMSF
أنشئت في عام 1990، هذه اللجنة القانونية تقدم مشورة الخبراء للحكومة بشأن المسائل المتعلقة بقضايا الميكروبيولوجية والأغذية.
تقدم اللجنة المشورة استجابة لطلبات وكالة معايير الأغذية وأيضاً بشأن المسائل التي يعتبرها أعضاء اللجنة أنفسهم ذات أهمية. وتتكون من خبراء مستقلين من مجموعة واسعة من المصالح.
وقد أنتجت عددا من التقارير العلمية الشاملة، أعدتها مجموعات العمل واستنادا إلى أحدث المعلومات المتاحة. يتم نشر جداول أعمال الاجتماعات مسبقًا على هذا الموقع الإلكتروني، وتوضع أوراق اللجنة ومحاضرها على الموقع الإلكتروني بعد كل اجتماع. جميع الاجتماعات الأربعة التي تعقد كل عام مفتوحة للجمهور. 

### جمعية التغذية (AfN)
هي المنظم التطوعي لخبراء التغذية وعلماء التغذية في المملكة المتحدةUKVRN
وهي مؤسسة خيرية مسجلة وهي أمينة السجل الطوعي لخبراء التغذية في المملكة المتحدة، والغرض منها هو «حماية وإفادة الجمهور من خلال تحديد معايير الممارسة القائمة على الأدلة والنهوض بها في مجال التغذية وعلى جميع المستويات داخل القوى العاملة».
: UKVRN كان على جميع المسجلين في
تقديم دليل على تدريبهم وخبرتهم المهنية في التغذية. لقد التزموا أيضًا بالالتزام
بمعايير الأخلاق والسلوك والأداء.
هناك ثلاث فئات من المسجلين في UKVRN ، أخصائي التغذية المسجل (RNutr) مع تخصص التغذية في الصحة العامة، علوم التغذية، الرياضة والتمرين، الغذاء أو تغذية الحيوانات، مسجل مشارك أخصائي التغذية (ANutr)
اخصائي تغذية معاون مسجل:                                                                                                          
خبراء التغذية المساعدون المسجلون هم من الخريجين الجدد، الذين تمكنوا من إظهار أساس سليم للمعرفة والفهم في علوم التغذية، ويعملون من أجل اكتساب خبرة كافية داخل مجال متخصص ليصبحوا خبراء تغذية مسجلين (RNutr). 
خبراء التغذية المسجلين
تم تقييم خبراء التغذية (بعد المرشحين RNutr) على أنهم أثبتوا أنهم التقوا بالمعرفة التطبيقية الصارمة وفهم وممارسة الكفاءات الأساسية التي حددتها AfN. يلتزمون بالمحافظة على معرفتهم محدثة والتأكد من أنهم يتبعون الممارسة القائمة على الأدلة. 

## زملاء جمعية التغذية
تم تسجيل الزمالة (FAfN) كأخصائي تغذية (RNutr) لمدة خمس سنوات على الأقل وقد تم الاعتراف بهم من قبل أقرانهم لإسهامهم الكبير والمستمر في تطوير ممارسة التغذية أو البحث أو التعليم على المستوى الوطني أو الدولي.

## سلالات الماشيةالناشئة فيالهند
1) Amrit Mahal عمريت محل:
أمريت محل هو سلالة من الماشية نشأت من ولاية ميسور السابقة في كارناتاكا، الهند. نشأوا من
 Hallikarو السلالات ذات الصلة الوثيقة، Hagalavadi و Chithradurg.
تم تطوير الثيران في الأصل لاستخدامها في الحرب لنقل المعدات، وتتمتع الثيران بقدرة كبيرة على التحمل والسرعة. رأسهم ممدود بحافة في المنتصف وجبهة منتفخة. في المقابل فإن الأبقار فقيرة في إنتاج الحليب وبالتالي تصنف على أنها سلالة.
Amrit Mahal هي واحدة من السلالات، إلى جانب Hallikar ، التي تلقت رعاية ورعاية ملكية من مملكة Vijayanagara السابقة، السلاطين وحالة ميسور الأميرية من خلال الحفظ والتنمية.تم الحفاظ على السلالة في الأصل من قبل مجتمع رعي الماشية المعروف باسم Gollas ، من بينهم مجموعة أخرى تعرف باسم Hallikars. خلال عهد تشكا ديفاراجا واديار، تم إنشاء قسم داخل إدارته المعروفة باسم «قسم الزبدة» «بين تشافادي» الذي كان يحافظ على الأبقار والثيران، ويوصف ويحافظ على تزويد الزبدة والحليب للأسرة المالكة.
استولى حيدر علي على ذلك، وأعاد تسمية الوحدة الإدارية باسم «عمريت محل».
اهتم البريطانيون بهذه الماشية عندما استخدمها حيدر علي لنقل البنادق 100 ميل في غضون يومين إلى تشيلامبرام خلال معركة بورتو نوفو وعندما استخدمها تيبو سلطان في السير عبر جنوب الهند في شهر واحد. ثم تم تبنيهم لاستخدامهم في الجيش من قبل دوق ويلينغتون.
بعد هزيمة تيبو سلطان، سمح البريطانيون لهم بالحفاظ عليها من قبل مهراجا ميسور ولكن في غضون ثلاثة عشر عامًا تبين أنهم تراجعوا. في عام 1813، تم وضع أراضي المراعي المعروفة باسم كافال أو كافال والأبقار تحت كابتن هارفي من مفوضية مدراس لإدارة السلالة. في عام 1842، ذكر تقرير أن الجيش الإنجليزي خدم بكفاءة من خلال 230 ثور ميسور في أفغانستان. في عام 1860، أغلق تشارلز تريفيليان هذه الوحدة باعتبارها غير اقتصادية ولكن أعيد تأسيسها في عام 1867 بمساعدة ميسور مهراجا وبحلول عام 1870 كان حوالي 4000 بقرة و 100 ثور تحت رعاية الحكومة. عادت التهمة إلى مهراجا ميسور عام 1883.
تم تصنيف kavals للاستخدام في الطقس الرطب والجاف والبارد. لن تدخل الأبقار الموسم في المناطق الرطبة ولكن يجب أن تؤخذ في السهول الجافة حيث يتم تربيتها. ابتداءً من القرن العشرين، تم تحويل القوافل بشكل متزايد لاستخدامات أخرى. 
2)المبادي Alambadi :
هي سلالة من الماشية نشأت في ولاية تاميل نادو الجنوبية في الهند.
في الماضي، تم الاحتفاظ به بشكل عام كحيوان جر، على الرغم من أن المربين الحديثين يحاولون زيادة إنتاج الحليب من هذه السلالة التقليدية. سلالة Alambadi انقرضت تقريبا ومن النادر أن تجد واحدة. يشكو المزارعون والمربون من سبب انقراض السلالة بسبب حظر الرياضات الثقافية الحيوية مثل سباقات Raekla واستخدام الأبقار الأجنبية الغريبة. 
3)ماشية الباشور Bachaur cattle :
الباشور هو سلالة من الماشية الأصلية في الهند، وتشكل مقاطعات مادهوباني وداربهانجا وسيتامارهي في شمال بيهار المنطقة الأصلية لهذه السلالة. الحيوانات مدمجة وصغيرة الحجم، وتظهر تشابهًا وثيقًا مع ماشية Haryanvi. يتم استخدام الثيران للأعمال المسودة المتوسطة ويتم اعتمادها للسرعة. الأبقار هي أفضل محاصيل الحليب مقارنة بسلالات الجر الأخرى في الهند ومعروفة جيدًا بدورة التكاثر المنتظمة. وبحسب ما ورد كانت الماشية تحظى بشعبية كبيرة في ولاية بيهار خلال أيام شركة الهند الشرقية الإنجليزية.  
4)ماشية بارجور Bargur cattle :
بارجور هو سلالة من الماشية الأصلية في تلال غابة بارجور في أنثيور تالوك من منطقة إيرود في غرب تاميل نادو في الهند. عادة ما تكون الماشية معتدلة ومضغوطة في البناء ولها جلد بني مع بقع بيضاء، على الرغم من وجود بشرة بيضاء وبنية كاملة في بعض الأحيان. من المعروف أنها عدوانية للغاية وذات نزعة نارية، وبالتالي يصعب تدريبها. اعتادوا على تلال الغابات في الغابات الوعرة وغير المضيافة لغاتس الغربية، وهي معروفة بقدرتها على التحمل والسرعة والقدرة على التسلق. يُعتقد أن لبنهم له قيمة طبية. وعادة ما يتم تربيتهم في قطعان حصريًا من قبل Lingayats الناطقة باللغة الكانادا في منطقة Bargur.
5) ماشية جافارا Javari cattle:
هي سلالة من الماشية من منطقة حيدر أباد كارناتاكا في ولاية كارناتاكا، الهند. يعتبر سلالة مزدوجة الغرض مع حلب جيد وقدرة جر. الماشية متوسطة البناء وذات مزاج لطيف. من المعروف أنها تتمتع بمقاومة جيدة للحرارة والآفات، وهي أكثر السلالات المطلوبة في منطقتها الأصلية.
6)الماشية Dangi:
هو سلالة الماشية الأصلية في الهند. نشأت في المسالك الجبلية Dangs التي تضم مناطق Nasik و Ahmednagar في ولاية ماهاراشترا. السلالة متوسطة إلى كبيرة في حجم الجسم. إنها سلالة جيدة جدًا ومعروفة بقدرتها على التكيف مع مناطق هطول الأمطار الغزيرة. يفرز جلد هذا الصنف عنصرًا زيتيًا يمكنهم من تحمل الأمطار الغزيرة.
7)ماشية Deoni:
هو سلالة هندية من الماشية الجر. سميت على اسم تالوك ديوني في منطقة لاتور بولاية ماهاراشترا، ويتم توزيعها بشكل أساسي في مقاطعات لاتور، وناند، وعثمان آباد وبارباني في منطقة ماراثوادا في ولاية ماهاراشترا.